# Bizánci irodalom
Bizánci irodalomnak, vagy középkori görög irodalomnak a görög irodalom második fejlődési fázisát nevezik, amely az ógörög irodalmat követte a középkor kezdetén. Végét az újgörög irodalom megjelenése jelenti.
A bizánci irodalom kezdetét különböző időpontokra szokás tenni. Némelyek 324-től számítják (Nagy Konstantin Bizáncba teszi át székhelyét), mások az athéni Akadémia 529-es bezárását tekintik kezdőpontnak. A régebbi korszakolás három részre osztotta a bizánci irodalmat: a) korai bizánci irodalom (324 [529]–641), b) hanyatló bizánci irodalom (641–842), c) a bizánci irodalom fénykora (842–1453). Az egyszerűség kedvéért itt az 1000. év előtti és utáni felosztás van alkalmazva.
A bizánci irodalom szoros összefüggést mutat az ókori görög irodalommal, illetve az ókeresztény irodalommal, ugyanakkor önálló jelenségnek tekinthető. A görög hatáson kívül a római és a keleti irodalmak befolyása is kumutatható benne. Irodalmi műveinek nagy része régieskedő műnyelven van írva, csak a 12. századtól kezdve jelennek meg egyes alkotásai görög népnyelven. Hatása keleten, és – az ortodox kereszténység révén – a szláv országok irodalmában figyelhető meg.

## VI–XI. század

### Történetírás

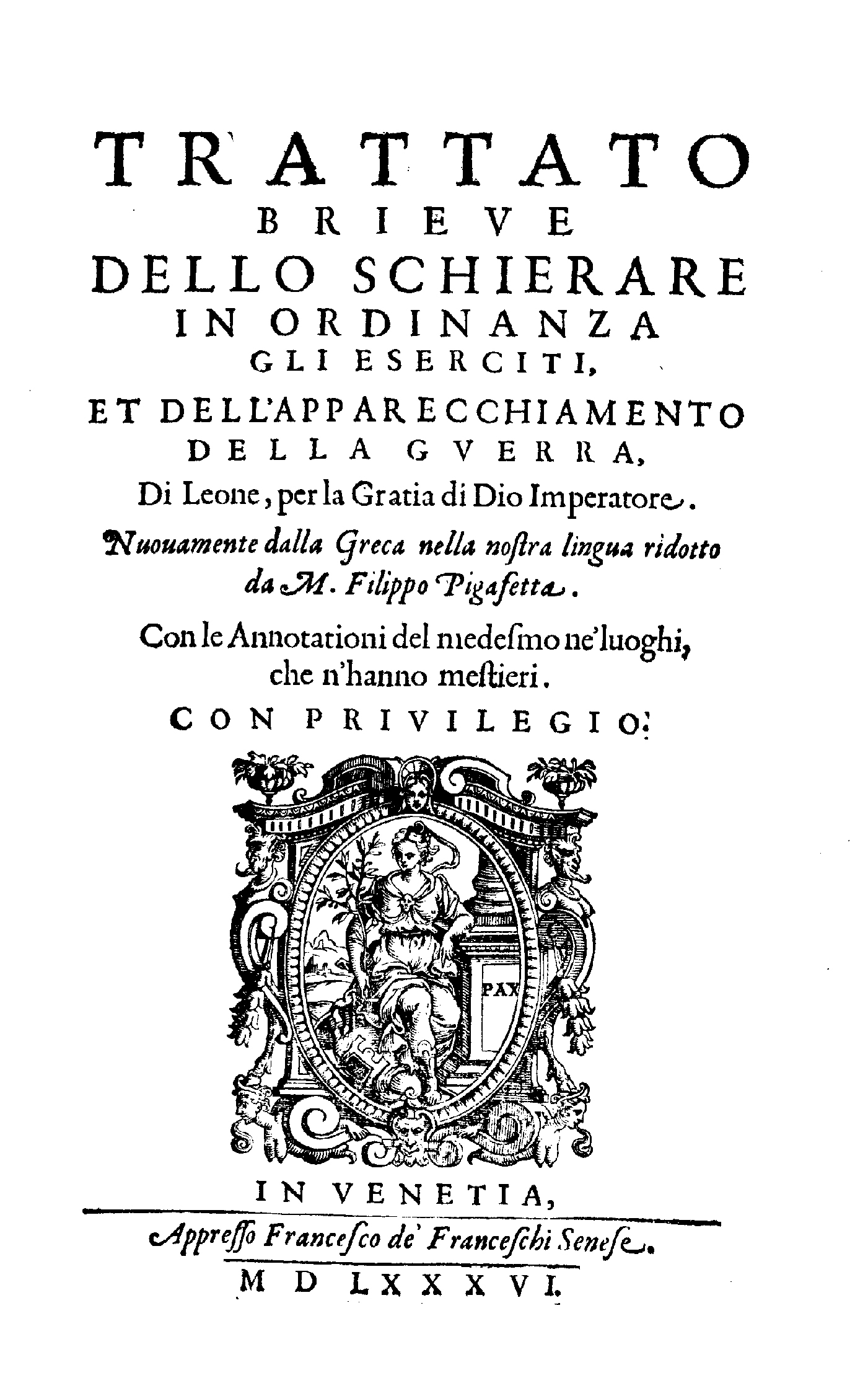
Bölcs Leó Taktikájának 1586-os olasz kiadása

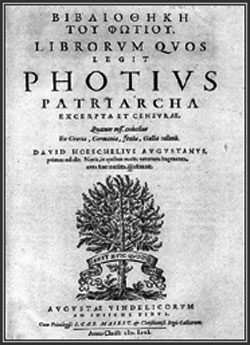
Phótiosz Bibliothékéjének újkori kiadása

A bizánci irodalom jelentős alkotója az Attila királlyal foglalkozó Priszkosz rétor (~410–472<), majd a száz évvel később működő Prokopiosz (~505–~562), aki Nagy Jusztinianusz császár korát dolgozta fel klasszikus stílusban. Művét Agathiasz (~530–582?) és Menandrosz Protektor (?–582<) folytatta. Theophülaktosz Szimokattész (~580–630<) Maurikiosz bizánci császár korát ismertette, Evagriosz Szkholasztikosz (537–~600) Kaiszareiai Euszebiosz egyháztörténetét folytatta. Jóhannész Lüdosz (490–560<) a Római államról értekezett.
Szküthopoliszi Cirill (523?–558?) legendaszerű, de történeti értékkel is bíró szerzetes életrajzokat állított össze elődeiről és kortársairól (Szent Euthümiosz-, Szent Szabbasz-, Hallgatag Szent János-, Remete Szent Cirjék-, Szent Theodósziosz-, Szent Theogniosz-, és Szent Ábrahám életrajza). Efézusi János (507–586) monofizita teológus Egyháztörténete mellett megírta Kelet szentjeinek történetét. Moszkosz Szent János (~550–619) Lelki rétje 300-nál több történetet közöl a kortárs aszkéták életéből.
Bölcs Leó császár (866–912) a hadviselésről írt művet, melynek 18. fejezetében megemlékezett a magyarok harci szokásairól is. Bíborbanszületett Konstantin (905–959) fiának írt könyveket az államkormányzásáról, és ugyancsak több helyen tudósított a magyarokról. A 959-től 975-ig terjedő eseményeket dolgozta fel Diakónus Leó (~950–~1000).

### Filológia
Nyelvészettel foglalkozott Ióannész Philoponosz (~490–~570). Jelentős alakja a IX. század politikai életének és irodalmának I. Phótiosz konstantinápolyi pátriárka (~820–893), Bölcs Leó tanítója. Lexikonja és Bibliothékéje sok ókori művet ismeretetett meg a középkorral. Phótiosz ugyanakkor retorikusként is jelentős. Igen sok ókori adatot mentett meg a feledéstől a X. századi, ismeretlen szerzőjű Szuda-lexikon.

### Szépirodalom
Regényszerűsége mellett a kereszténység apológiája a Barlám és Jozafát története. A klasszikus görög verselés utolsó képviselője Geórgiosz Piszidész (VII. század). Egyházi költészettel foglalkozott Szent Rómanosz (~490–556). Egyházi és világ költeményeket alkotott Szent Kasszia (~810–<865) apáca.

## XI–XV. század

### Történetírás
Niképhorosz Brüenniosz (1062–1137) és felesége, Anna Komnéné (1083–1153) a régi történetírók stílusában dolgozták fel Anna édesapjának, I. Alexiosz bizánci császárnak a viselt dolgait. Geórgiosz Pakhümerész (~1242–1310) és Niképhorosz Grégórasz (~1295–1360) világtörténelmi munkát adtak ki. 1118-ig terjed Ióannész Zónarasz (~1074–1159<) ugyancsak világkrónikája. Paraszpondülosz Zotikosz (XV. század) szerzetes a várnai csata történetét örökítette meg, amely komoly forrás a magyar történelemre nézve is.

### Filológia
Euszthathiosz thesszalonikai érsek (~1115–1196?) a XII. században Homérosz Iliaszához és Odüsszeiájához írt magyarázatokat. Kortársa, Johannész Tzetzész (~1110–1180) ugyancsak kommentátor íróként nevezetes. Maximosz Planudész (~1260–~1305) sok latin író művét fordította le görög nyelvre, és kiadta őket Anthologiájában. Démétriosz Triklinosz (~1280–~1340) Pindaroszt és a görög tragédiaírókat magyarázta. Elmondható, hogy a középkori bizánci filológusok mentették át az ókori görög irodalmi munkák jelentős részét.
Külön figyelmet érdemelnek a reneszánszt előkészítő, Itáliába költözött görög tudosók, mint Manuél Khrüszolorasz (~1355–1415), Georgiosz Gemisztosz Pléthón (~1355–1452), és tanítványa Besszárión (1403–1472). Besszárión nevéhez fűződik a velencei Szent Márk könyvtár alapítása. Itáliában működött Theódórosz Gazész (~1398–~1475) is, aki Ferrarában volt fordító és nyelvész. Geórgiosz Trapezuntiosz (1395–1472) Velencében és Rómában, Homérosz elsőként kiadó, Démétriosz Khalkonkondülész (1423–1511) Firenzében és Milánóban dolgozott. Démétriosz unokaöccse, Laonikosz Khalkokondülész Apodeixis historión (Történeti ábrázolás) című könyvében az egyre erősödő oszmán török előrenyomulást örökíti meg.

### Szépirodalom
A bizánci drámairodalom nem tartalmaz sok alkotást. Jelentősnek a régi tragédiaírók, elsősorban Euripidész versrészleteiből összeállított könyvdráma, a 11./12. századi Szenvedő Krisztus. A 14. vagy a 15. században keletkeztek a Rhodoszi szerelmi dalok gyűjteménye, amelyet a Szerelem ábécéjének is neveznek. Nem ismert a szerzője a nagy görög népeposz Digenisz Akritasznak.

### Egyéb ágak
II. Manuél bizánci császár (1350–1425) szónoki munkáit az igényes stílushasználat jellemzi. Mikhaél Glükasz (XII. század) a grammatika területén működött, és a nyelvtani esetekről adott ki áttekintő művet.

## Bizánci irodalom magyar nyelven
- (szerk.) Simon Róbert – Székely Magda – Dimitriosz Hadziszː A bizánci irodalom kistükre, Európa Könyvkiadó, Budapest, 1974, ISBN 963-07-0345-9, 843 p.
- Olajos Terézia: Bizánci források az Árpád-kori magyar történelemhez – Kiegészítés Moravcsik Gyula Az Árpád-kori magyar történet bizánci forrásai című forrásgyűjteményéhez, Lectum Kiadó, 2015, ISBN 9789639640528, 228 p.
- Moravcsik Gyula: Az Árpád-kori magyar történet bizánci forrásai, Akadémiai Kiadó, 1988, ISBN 9630549670, 363 p.
- Baán István: A XIV–XVI. századi magyar történelem bizánci és kora újkori görög nyelvű forrásai, Balassi Kiadó, 2013, ISBN 978-963-506-901-9, 704 p.
- Isten a szeretet – Válogatás Szent Maximosz hitvalló műveiből, Jel Kiadó, Budapest, ISBN 9789639318267, 336 p.
- Létrás Szent János: Mennyekbe vezető létra (Árkossy Miklós ford. alapján átdolgozott kiadás), Görögkatolikus Szemle füzetek V. szám, Nyíregyháza, 2014, ISSN 1416-793X, 285 p.
- Nikolaosz Kabaszilasz liturgia-magyarázata (ford. Orosz László), Szent Atanáz Gör. Kat. Hit. Főiskola, Nyíregyháza, 1996, 142 p.
- Petrus Hispanus mester logikájából Gennádiosz Szkholáriosz, Jószöveg Műhely Kiadó, 1999, ISBN 9639134120, 237 p.
- Szent Konstantin-Cirill és Szent Metód élete; ford. F. Kováts Piroska; 2. átdolg. kiad.; Kalligram–Kalligram Polgári Társulás, Pozsony–Dunaszerdahely, 2013
- Új Teológus Szent Simeon: Huszonöt fejezet az istenismeretről és a teológiáról, Kairosz Kiadó, Budapest, 2000, 102 oldal, ISBN 963-9302-49-X, ISBN 978-963-930-249-5
- Perczel István (szerk.) Szent Simeon az új Teológus: Az isteni szerelmek himnuszai, L'Harmattan Kiadó, Budapest, 2011, ISBN 978-963-236-369-1, 411 p.
- Theophülaktosz Szimokattész: Világtörténelem, Balassi Kiadó, 2012, ISBN 978-963-506-874-6, 368 p.
- Prokopios: Titkos történet (ford. Kapitánffy István), Helikon Kiadó, Budapest, 1984, ISBN 963-207-675-3, 217 p.
- A húsvéti krónika. Prolegomena. Fordította Juhász Erika. Budapest, 2015, Argumentum Kiadó. ISBN 9789634467335
- A föld, a tenger és az ég. A bizánci költészet gyöngyszemei. Kalligram, 2018